# 克洛克山脉
克洛克山脉（Banjaran Crocker），又译作克拉克山脉、克罗克山脉，是婆罗洲岛上的一座山脉。该山脉分割沙巴的东西海岸，平均海拔1800米，是沙巴最大的山脉。其中的基纳巴卢山是东南亚最高峰，山区目前划为克罗克山脉国家公园。